# 达尼朗贝西
达尼朗贝西（法語：Dagny-Lambercy）是法国皮卡第大区埃纳省的一个市镇，属于拉昂区塞尔河畔罗祖瓦县。该市镇2009年时的人口为125人。

## 人口
达尼朗贝西人口变化图示
| 数据来源：INSEE |